# Newgrounds
Newgrounds – portal internetowy zbierający tworzone przez użytkowników gry i filmy w technologii Adobe Flash oraz muzykę i literaturę, założony 6 lipca 1995 roku przez Toma Fulpa.
Od 9 listopada 2014 roku można z niego pobierać muzykę do gry komputerowej Geometry Dash.
Portal w czerwcu 2023 roku został odwiedzony około 16.3 milionów razy.
Użytkownicy portalu mogą zamieszczać własne filmy lub gry o dowolnej tematyce, a także oceniać cudze prace i pisać krótkie recenzje.